# John Garçon
John Garçon, né le 6 juillet 1959 à Port-au-Prince, est un peintre haïtien.

## Biographie
John est le benjamin d’une famille de quatre enfants. Ses parents ayant perçu son penchant pour l’art et la musique, l’inscrivent à l'âge de cinq ans à des cours de musique et de dessin à l'école Saint-Jean-l'Évangéliste sise à Turgeau.
Il fréquente pendant deux ans l’Institut français d’Haïti, qui venait d’introduire un cours d’esthétique et d’Histoire de l’Art. En fin de cycle, il présente un travail de recherche sur les tap-taps (historique, esthétique, symbolisme et utilité sociale).

## Carrière
Garçon est internationalement connu et son travail est exposé dans plusieurs pays tels que les États-Unis, le Canada, l'Italie, la France, le Brésil.
Son portrait de Toussaint Louverture a été publié dans « Who’s Who In International Art » (Encyclopédie publiée à Genève, Suisse Édition 2016/2017). D’autres œuvres sont publiées dans le Dictionnaire Encyclopédique d’art moderne et contemporain (Italie).

## Décorations et distinctions
John Garçon est membre de l’Académie Internationale Greci-Marino qui l’a honoré par deux fois :
- 2001 : « Académicien associé » Dpts Arts[7]

- 2003 :  
  - « Chevalier académicien »[6]
  - La Galerie Alba de l’Italie lui décerne un diplôme de mérite artistique et une médaille d’or.
- 2016 :  Prix International « Tiepolo ».
- 2017 :  Trophée Raffaello de l’Italie, en référence à l'artiste Raphaël (XVe siècle).
- 2018 :  Il reçoit le Prix International Léonard de Vinci, l’artiste Universel[8]